# Arilje
Arilje (cyr. Ариље) – miasto w Serbii, w okręgu zlatiborskim, siedziba gminy Arilje. W 2011 roku liczyło 6763 mieszkańców.